# Caja blanca (sistemas)
En programación, se denomina cajas blancas a un tipo de pruebas de software que se realiza sobre las funciones internas de un módulo. Así como las pruebas de caja negra ejercitan los requisitos funcionales desde el exterior del módulo, las de caja blanca están dirigidas a las funciones internas. Entre las técnicas usadas se encuentran; la cobertura de caminos (pruebas que hagan que se recorran todos los posibles caminos de ejecución), pruebas sobre las expresiones lógico-aritméticas, pruebas de camino de datos (definición-uso de variables), comprobación de bucles (se verifican los bucles para 0,1 e  interacciones, y luego para las interacciones máximas, máximas menos uno y más uno).
Las pruebas de caja blanca se llevan a cabo en primer lugar, sobre un módulo concreto, para luego realizar las de caja negra sobre varios subsistemas (integración).
En los sistemas orientados a objetos, las pruebas de caja blanca pueden aplicarse a los métodos de la clase, pero según varias opiniones, ese esfuerzo debería dedicarse a otro tipo de pruebas más especializadas (un argumento podría ser que los métodos de una clase suelen ser menos complejos que los de una función de programación estructurada).
Dentro de las Pruebas de Caja Blanca encontramos las llamadas coberturas (sentencia, decisión, condición y múltiple además de los mencionados caminos ciclomáticos propuestos por McCabe) 
Este concepto también es utilizado de manera análoga en la teoría general de sistemas.